# بهلول علیجانی
بهلول علیجانی استاد جغرافیای طبیعی (اقلیم‌شناسی) دانشگاه خوارزمی تهران و بنیان‌گذار اقلیم‌شناسی سینوپتیک در ایران است.

## زندگی
او در سال ۱۳۲۵ در روستای چهرگان از توابع شهرستان شبستر به دنیا آمد. دیپلم طبیعی خود را با رتبه اول در سال ۱۳۴۵ در تسوج دریافت نمود و بعد از اتمام دوره سربازی در سپاه دانش در سال ۱۳۴۷ به عنوان آموزگار در فیروزکوه استخدام شد.
در مهر ۱۳۴۸ در رشته جغرافیای طبیعی دانشسرای عالی قبول شد و در سال ۱۳۵۵ پس از پذیرش در آزمون اعزام دانشگاه تربیت معلم به آمریکا رفت و سرانجام پس از ۵ سال تحصیل با دریافت دکترا در رشته جغرافیا گرایش اقلیم‌شناسی به ایران بازگشت.
بازگشت او به ایران همزمان با رخداد انقلاب اسلامی و جنگ تحمیلی بود و به جهت تعطیلی دانشگاه‌ها در دبیرستان‌های فیروزکوه مشغول به تدریس گردید. با بازگشایی دانشگاه‌ها در سال ۱۳۶۲ در دانشسرای عالی یزد با مرتبه استادیاری تدریس را آغاز و علاوه بر مسؤلیت اداری به فعالیت‌های پژوهشی نیز مشغول بود. در این زمان دو کتاب مهم خود یعنی مبانی آب‌وهواشناسی و درآمدی بر روش‌های میدانی در جغرافیا را به نگارش درآورده و مقالات و نوشتارهای بسیاری هم در مجلات علمی و پژوهشی از وی چاپ گردید.
از سال ۱۳۶۲ با سازمان هواشناسی تهران و از سال ۱۳۶۴ با دانشگاه تربیت مدرس تهران همکاری نمود و در سال ۱۳۶۹ به دانشگاه تربیت معلم تهران (دانشگاه خوارزمی کنونی) منتقل گردید. دکتر علیجانی تا سال ۱۳۷۶ رئیس دانشکده ادبیات و علوم انسانی و تا سال ۱۳۸۰ عهده‌دار مدیریت گروه جغرافیای دانشگاه خوارزمی بود و در این سال جهت استفاده از فرصت مطالعاتی به کشور انگلستان عزیمت نمود. از سال ۱۳۸۴ نیز پیگیری و مسؤلیت مدیریت قطب علمی تحلیل فضایی مخاطرات محیطی را عهده‌دار بوده‌است. وی در سال ۱۳۸۵ نیز جهت استفاده از فرصت مطالعاتی به کشور آمریکا عزیمت کرد.
از سال 1390 به عنوان مدیر گروه جغرافیای سازمان سمت فعالیت می کند.
در اسفند ماه ۱۳۹۱ به پاس خدمات دکتر علیجانی به دانش جغرافیا، همایش نکوداشت وی از سوی خانه جغرافیا و خانه اندیشمندان علوم انسانی در تهران برگزار گردید و از وی تقدیر به عمل آمد.
در فروردین ۱۳۹۸ به عنوان یکی از اعضای (کل اعضا ۲۰ نفر) هیئت ویژه بررسی سیلاب‌های کشور از طرف رئیس‌جمهور انتخاب شد.

## نشان‌ها و جوایز
- استاد نمونه دانشگاه خوارزمی در سال ۱۳۷۱
- برنده جایزه کتاب سال جمهوری اسلامی ایران (بابت کتاب مبانی آب و هواشناسی) در سال ۱۳۷۳ در رشته جغرافیا و دریافت لوح سپاس از ریاست جمهوری، وزیر فرهنگ و ارشاد اسلامی و ریاست دانشگاه خوارزمی
- مدیر نمونه دانشگاه خوارزمی در سال ۱۳۷۲
- مقاله برگزیده هفته پژوهش در سال ۱۳۷۷ و دریافت لوح سپاس از معاون وزیر آموزش و پرورش و رئیس سازمان پژوهش و برنامه‌ریزی آموزشی
- پژوهشگر نمونه سال ۱۳۸۱ دانشگاه خوارزمی
- استاد نمونه کشوری در سال ۱۳۸۴
- پژوهشگر برتر سال ۱۳۹۱ دانشگاه خوارزمی
- پژوهشگر برتر کشور در سال ۱۳۹۶[۳][۴]
- خیر برگزیده کشوری در زمینه مدرسه سازی و دریافت لوح تقدیر از معاون وزیر آموزش و پرورش و رئیس سازمان توسعه تجهیز و نوسازی مدارس کشور.

## آثار علمی- پژوهشی
کتاب‌ها
۱- اصول عکس‌های هوایی، انتشارات دانشگاه پیام‌نور، ۱۳۷۰
۲- مبانی آب و هواشناسی، با همکاری محمدرضا کاویانی، انتشارات سمت (از سال ۱۳۷۱ تا کنون ۱۹ بار تجدید چاپ شده‌است)، این کتاب در سال ۱۳۷۳ به عنوان کتاب سال ایران در رشته جغرافیا انتخاب شد.
۳- اقلیم‌شناسی سینوپتیک، انتشارات سمت، چاپ اول ۱۳۸۱، چاپ ششم تابستان ۱۳۹۲
۴- آب و هوای ایران، انتشارات دانشگاه پیام نور، ۱۳۷۴
۵- روش‌شناسی کمّی در جغرافیا، انتشارات سمت، ۱۳۹۸. این کتاب در بهمن 1399 به عنوان کتاب شایسته سال جمهوری اسلامی انتخاب شد.
ترجمه‌ها
۱-  مبارزه با بیابان‌زایی در چین، انتشارات وزارت کشاورزی، ۱۳۶۸
۲- درآمدی بر روش‌ها و فنون میدانی در جغرافیا، انتشارات سمت، ۱۳۷۱، چاپ پنجم ۱۳۹۱. این کتاب در سال 1373 به عنوان کتاب شایسته جمهوری اسلامی انتخاب شد.
۳- آب‌وهوای کره زمین، انتشارات سمت، ۱۳۷۳، چاپ پنجم، ۱۳۸۹
مقالات و پژوهش‌ها
تا کنون 215 مقاله (26 مقاله به زبان انگلیسی) از وی منتشر شده‌است. تعداد ۲۴ مقاله فارسی و ۱۲ مقاله انگلیسی در همایش‌های علمی داخل و خارج ارائه نموده‌است. همچنین ۱۵ طرح علمی- پژوهشی از سوی وی اجرا شده و 80 رساله دکتری و 184 پایان‌نامه کارشناسی ارشد را به عنوان استاد راهنما قبول مسؤلیت کرده‌است. دکتر علیجانی عضو هیئت تحریریه ۱۲ مجله علمی نیز می‌باشد.